# 石川大介
石川 大介（いしかわ だいすけ、5月20日 - ）は、日本の男性声優。
かつてはトリトリオフィス所属、現在はフリー。東京都出身。

## 出演

### テレビアニメ
1996年
- 魔法少女プリティサミー（小山田健二、ガリ公）

1997年
- さくらももこ劇場コジコジ（1997年 - 1999年、頭花君、青年、サラサラ君）
- 新・天地無用!
- バトルアスリーテス大運動会

1998年
- 花さか天使テンテンくん（蘭林リョウイチ）
- ビーストウォーズII 超生命体トランスフォーマー（モーターアーム）

1999年
- コレクター・ユイ（生徒）
- ジバクくん（アッシュ）
- 週刊ストーリーランド（幸生、月の男、地球の兵士、機関士助手 他）
- 仙界伝 封神演義（雲中子）
- HUNTER×HUNTER（第1作）（ニコル、村人、受験者、水夫、客引き 他）
- 魔法使いTai!（警官）
- 未来少年コナンII タイガアドベンチャー（優人[3]）

2000年
- アルジェントソーマ（操縦士B、観測員A）
- GEAR戦士電童（オペレーター、ケニー、機士ラム、黒崎、機士ブラックビット、機士ワーム、機士ウイルス、機士シム、機士ディム）
- ドキドキ♡伝説 魔法陣グルグル（ピカラ、モンスター）
- ファーブル先生は名探偵（ロベルト）
- マイアミ☆ガンズ（警官）
- 遊☆戯☆王デュエルモンスターズ（マリクの手下B）

2001年
- 激闘!クラッシュギアTURBO（黒崎、審判）
- 神鵰侠侶 コンドルヒーロー（武敦懦 他）
- Dr.リンにきいてみて!（松井）

2002年
- おジャ魔女どれみドッカ〜ン!（バトルグリーン）
- 金色のガッシュベル!!（不良）
- デジモンフロンティア（カメレモン、トレイルモン〈アングラー〉）
- 爆転シュート ベイブレード2002（ブレーダー3、ダリル）
- ハングリーハート WILD STRIKER（おりも）
- ホイッスル!（黒川柾輝）

2004年
- ケロロ軍曹（放送部実況）
- 陸奥圓明流外伝 修羅の刻（供侍）

2005年
- 奥さまは魔法少女（若者A）

2006年
- 涼宮ハルヒの憂鬱（野球部主将）
- LEMON ANGEL PROJECT（宣伝部課長）

### OVA
- 同級生2（1996年、男子生徒）
- 超人学園ゴウカイザー（1996年、ランディ・リッグス）
- 覚悟のススメ（1996年、生徒A）
- ダイノゾーン（1998年、ソードサウルス）
- R.O.D -READ OR DIE-（2001年、マーク）
- IZUMO（2003年、須佐之男）

### ゲーム
1997年
- 魔法少女プリティサミー 〜恐るべし身体測定!核爆発5秒前!!〜（小山田健二）

1998年
- DEBUT21
- 天使同盟（カイル）
- 魔法少女プリティサミー 〜ハートのきもち〜（小山田健二）

2002年
- ファーランドシンフォニー（ルーク）

2003年
- イースVI-ナピシュテムの匣-（バスラム、ザクソン、セブロ）
- ショコラ 〜maid cafe "curio"〜（雨宮悠太、吉田）

2004年
- DUEL SAVIOR（デュエルセイヴァー）（セルビウム・ボルト）
- ドーリィナイト（ミカゲ）
- 星の女王2（蘭丸）

2005年
- 押忍!闘え!応援団（田中一）
- Nursery Rhyme -ナーサリィ☆ライム-（フィリップ・ミヤガワ、関屋ケン）

2007年
- Xross Scramble（クロス スクランブル）（セルビウム・ボルト）
- 燃えろ!熱血リズム魂 押忍!闘え!応援団2（田中一）

### ドラマCD
- KOUDELKA
- Nursery Rhyme -ナーサリィ☆ライム-『Life is sweet』（フィリップ・ミヤガワ）
- 水月〜夢雫〜（七波）
- 新まいっちんぐマチ子先生（金三）
- 仙界伝 封神演義外伝第三章（雲中子）

### 舞台
- トリトリオフィス「おみみ・み Vol・1」('01.2)
- 新国立劇場「ラ・ボエーム」（助演）

### CM
- ビーストウォーズII ジョイントロン / トリプルダクス玩具CM（モーターアーム）